# Joaquín Díaz de Vivar
Joaquín Díaz de Vivar (Corrientes, 4 de junio de 1907-Buenos Aires, julio de 2002) fue un abogado y político argentino del Partido Peronista, que se desempeñó como diputado nacional por la provincia de Corrientes entre 1946 y 1955. Por otro lado, también se desempeñó como embajador de la Argentina en Perú.

## Biografía
Nació en la ciudad de Corrientes en 1907, siendo descendiente del funcionario virreinal Pedro Díaz de Vivar y González de Buendía. Su padre, Justo Díaz de Vivar, fue elegido diputado nacional por la Unión Cívica Radical Antipersonalista de Corrientes en 1926. Su abuelo paterno, Eudoro Felipe Díaz de Vivar, fue un destacado y activo militante político en la provincia que desde las letras y la acción defendió los postulados del Partido Liberal de Corrientes y fue un aliado incondicional del general Bartolomé Mitre mientras que su abuelo materno, Joaquín Vedoya, militaba en el Partido Autonomista de Corrientes y llegó a ser vicegobernador de Manuel Derqui entre 1883 y 1886. Se dedicó a la actividad en el sector agropecuario.
Estudió abogacía en la Facultad de Derecho y Ciencias Sociales de la Universidad de Buenos Aires, donde luego fue profesor, especializándose en derecho político e internacional.
Originalmente miembro de la Unión Cívica Radical Antipersonalista, fue miembro de la Cámara de Diputados de la Provincia de Corrientes, siendo vicepresidente del cuerpo en 1929.
En 1931 integró la reorganización de la Unión Cívica Radical bajo Marcelo T. de Alvear y pasó a ser uno de los dirigentes más importantes del partido en su provincia natal entre 1931 y 1945. 
En 1937 publicó el libro Ideas para una biología de la democracia en el que, inspirado por Carl Schmitt, critica al régimen demoliberal.
Díaz de Vivar apoyó a la Revolución del 43 y tres años más tarde adhirió al naciente peronismo a través de la Unión Cívica Radical Junta Renovadora. Ocupó una banca de diputado nacional en representación de su provincia natal entre 1946 y 1955. Una de sus intervenciones más notorias en el Congreso de la Nación fue la defensa de la ley que obligaba a todas las escuelas públicas del país a que dictaran cursos de catequesis cristiana. Su principal argumento sostenía que la Argentina era una nación católica por su tradición.
En 1947, fue vicepresidente segundo de la Cámara de Diputados (siendo presidente Ricardo César Guardo). Además, fue presidente de las comisiones de Asuntos Externos y de Culto, y de Justicia de dicha cámara. En ese mismo año, fue también delegado argentino en la Conferencia Interamericana para el Mantenimiento de la Paz y la Seguridad del Continente en Río de Janeiro (Brasil). Al año siguiente, viajó a México y Guatemala en misión especial.
El abogado, que además se desempeñaba como docente en la UBA, fue uno de los principales arquitectos de la Constitución Nacional de 1949, dejando en evidencia la influencia que había en su pensamiento de la obra de Schmitt. Hizo gestiones para que la universidad para la que trabajaba contratara al jurista alemán como a uno de sus docentes, pero el propio Perón vetó el proyecto debido a los problemas que ello podía traer a nivel internacional.
Partidario de vindicar a la figura de Juan Manuel de Rosas y repatriar sus restos mortales enterrados en Inglaterra, colaboró con el Instituto de Investigaciones Históricas Juan Manuel de Rosas.
Entre 1955 y 1957 sufrió la persecución por parte de la Revolución Libertadora.
Durante los años de proscripción del peronismo se dedicó a administrar la estancia que había heredado de su padre, pero permaneció ligado a la política en la órbita del nacionalismo católico y de la derecha peronista. Por ello acompañó a Marcelo Sánchez Sorondo en 1968 en la creación del Movimiento de la Revolución Nacional.
En 1973 fue finalmente rehabilitado, ocupando la titularidad de la Embajada Argentina en el Perú entre 1974 y 1976, durante el tercer gobierno de Juan Domingo Perón y el gobierno de María Estela Martínez de Perón. Durante esos años se rumoreó que retornaría al país para asumir como Ministro de Relaciones Exteriores y Culto, pero ello finalmente no sucedió.
Ante la nueva caída del peronismo, volvió a su trabajo como estanciero y se retiró de la política.
Falleció en Buenos Aires en julio de 2002.

## Obras
- Ideas para una Biología de la Democracia (1937).[1]
- Problemas Internacionales de Post-guerra.[1]
- Consideraciones acerca de la historia argentina.[1]
- Hacia la protección del patrimonio artístico, histórico y científico del país. Proyecto de ley (1948), junto con John William Cooke y Ernesto Palacio.[4]
- Teoría de una constitución. El Estado de derecho y la Constitución justicialista de 1949 (1953).[4]